# Jean-Marie Zacchi
Pour les articles homonymes, voir Zacchi.
 (avril 2016).
Jean-Marie Zacchi, est un artiste-peintre français. Ses travaux se déploient dans l'art figuratif et abstrait avec comme sujet: paysages, bouquets, vues architecturales, marines et natures mortes. Il a été nommé peintre officiel de l'Armée de terre en 1991 et peintre officiel de la Marine en 2003.

## Biographie
Jean-Marie Zacchi naît le 9 avril 1944. Il est fils de Joseph Zacchi et de Marie-Antoinette Andreani, tous les deux natifs de la ville de Cervione en Corse. Vers l’âge de 14 ans, en résidant à Paris, il est attiré par les grands maîtres de la peinture moderne et contemporaine comme Bernard Buffet et Nicolas de Staël. En 1961, il poursuit ses études d'art à l'École supérieure des arts modernes, où il obtient son diplôme en 1963. Il effectue entre 1964-1965 son service militaire au 5è R.I.
La carrière de peintre de Jean-Marie Zacchi débute en 1963, à l’âge de 19 ans, lors de sa première participation au Salon des artistes français au Grand Palais à Paris.

### Carrière et inspirations
Depuis ses débuts, il est influencé par de Staël, Picasso, Buffet et Cathelin. Il n'a jamais cessé de peindre, d'exposer en France et à l’étranger, de faire de rencontres  avec César, Chagall, Bernard Buffet, Combas, Zao Wou-ki entre autres. Ces rencontres l'ont motivé dans sa démarche picturale pour  trouver son écriture.
Il a eu le soutien de grands critiques d'art, tel que Katia Granoff, Henry Heraut, Nicole Lamothe, Patrice de la Perrière qui lui ont ouvert les portes de prestigieuses galeries d'art en France: Galerie Vendôme, Galerie Léadouze (Avenue Matignon) et Galerie du Marais (Place de Vosges et Saint-Malo).
Son travail se situe dans la "Transposition Figurative", un jeu entre l'abstrait et la figuration. Reconnaissable à son "Bleu", il est devenu un alchimiste de la couleur, grâce à ses expositions au Japon depuis de plus de 20 ans, galerie Sakura No Ki (Tokyo)
Il résume son travail ainsi :
« Je laisse dans toutes mes toiles la liberté d'imaginer, d'inventer, de se projeter, le libre choix d'interpréter et de rêver. Je souhaite faire ressentir la lumière, l'atmosphère et l'émotion ».

## Expositions
- 1963 : Salon des artistes français, Paris[1]
- 1983 : Cherche-Midi, Paris[1]
- 1987 : Palm Springs, Californie[1]
- 1996 : Sakura , Tokyo[1]
- 2004 : galerie du Marais, Paris (collective) et 2013 (solo)[1]
- 2019 : galerie cadran solaire, Beaune (solo)

## Décorations et distinctions
- Chevalier de la Légion d'honneur.
- Chevalier de l'ordre national du Mérite.
- Chevalier de l'ordre du Mérite agricole.
- Chevalier de l'ordre des Arts et des Lettres.
- Médaille de Vermeil de la Ville de Paris.
- Peintre Officiel de l'Armée et président d'honneur des peintres officiel de l'Armée.
- Peintre Officiel de la Marine.

### Publication
- Françoise Dorin, Dominique Dron, Michel Duvoisin, Roger Jacob, Sandrine Vassalli-Laurer (textes), Françoise Caudal, Céelle, Michel Duvoisin, Jacques Goupil, Roger Jacob, Jacques Leyssenne, Jacques Noury, Jean-Marie Zacchi (illustrations), Venise comme une barcarolle, Éditions Micha, Rosny-sous-Bois, 1992.

### Presse écrite
- Univers des arts no 178 lire en ligne
- « Jean-Marie Zacchi », Univers des arts, no 202,‎ printemps 2021, p. 63